# ジョン・H・ワトスン
ジョン・H・ワトスン (John H. Watson) は、アーサー・コナン・ドイルの推理小説『シャーロック・ホームズシリーズ』の登場人物。軍医を経た後開業医となった。名探偵シャーロック・ホームズの友人であり、伝記作家。ホームズシリーズのほとんどの作品は彼を語り手としており、その物語を綴ったことにもなっている。日本語ではワトソンと表記されることも多い。

## 人物
少年時代を家族と共にオーストラリアで過ごす。ロンドン大学卒業後、聖トーマス病院に入って医学博士号を取得、第二次アフガン戦争に軍医として従軍し、英軍が敗れたマイワンドの戦いで負傷した。傷病兵として本国に送還され、ロンドンで下宿を探していた際、友人のスタンフォードにホームズを紹介され、ロンドンのベーカー街221Bで共同生活を始めるようになる。当初はホームズの行動に対して懐疑的だったが、『緋色の研究』事件においてホームズと共に事件に関わり、ホームズの探偵としての姿を目の当たりにすることとなる。そして、ホームズが事件を見事に解決したにもかかわらず、その手柄をレストレード警部らに全て取られる形となったことを（ホームズ自身は気にしていないが）不満に思ったワトスンは、ホームズの活躍をいずれ物語として世に発表することを宣言する。
『四つの署名』事件で知り合ったメアリー・モースタン と結婚し、一旦ベイカー街を出たが、『空き家の冒険』の後でホームズとの共同生活に戻っている。その理由として、メアリーとの離婚、あるいは死別等諸説があるが、ワトスン自身が「悲しい別離」と語っていることから、死別であったとする説が一般的である。いくつかの事件の年代と結婚についての記述が矛盾することや、ずっと後年の『白面の兵士』ではワトスンが妻のためにホームズと別居していたという記述があることから、メアリーとの結婚が終わった後（またはメアリーとの結婚以前）に別の女性と結婚したとする説もある
。
『四つの署名』で、父親の名前の頭文字がHであり、物語で描かれた時期よりかなり前に亡くなったことや、兄がいたことが語られている。
ワトスンのファーストネーム「ジョン (John)」については、妻が「ジェームズ (James)」と呼びかける場面（『唇のねじれた男』）があり、ホームズ研究者（シャーロキアン）たちを悩ませてきた。1943年にドロシー・セイヤーズが「ドクター・ワトソンの洗礼名」を発表し、ミドルネームのHは「ジェームズ」のスコットランドにおける異形である「ヘイミッシュ (Hamish)」なのであろう、という解決策を提示している。そして、なぜ妻がジョンと呼ばなかったかについては、彼女の父親の死に関係したジョン・ショルトー少佐 (Major John Sholto) と同じ名であるため、嫌ったのだとしている。
当人が『四つの署名』で記述しているところでは、「三大陸にまたがる女性遍歴」を持つ。この「三大陸」はアフガニスタンへの従軍経験を持つことなどから、「アジア・アフリカ・ヨーロッパ」のこととする見方が強いが、（少年時代を過ごした）オーストラリアを含める説や、当人が語っていないだけで、アメリカ大陸へ渡った時期もあるのではないかとする説もある。ホームズも「女性は君の領分だ」（『第二の汚点』）と認めたほどだったが、（少なくとも当人の一人称による作中では）本人が豪語するほど「女たらし」な一面は描かれていない。
ワトスンは、『空き家の冒険』で死んだはずのホームズと再会した際に、初めて気を失ったとされている。

## 描写
容姿については基本本人視点なので「こういう外見だ」と地の文と言われることはないが、『緋色の研究』の第1章ではスタンフォードから「痩せて茶色い肌」、第2章ではホームズから「日焼けで肌色が濃い」と言われ、『犯人は二人（恐喝王ミルヴァートン）』の終盤で、レストレード警部が怪しい男（実はワトスン本人）の要旨を「中背ながらがっしりした体格、顎が張って首が太く、口ひげを生やしている。」と説明（ホームズもこの描写を「ワトスンみたいな犯人」と評し、レストレード自身も「ワトスンそっくり」と賛同している）し、『赤い輪』では序盤でホームズが口ひげの短い人間の例にワトスンをあげる描写がある。アフガニスタン戦争従軍時にジザイル弾で負傷したが、その箇所は脚とも肩とも記されている。
ホームズに比べれば能力が見劣りするとはいえ、コナン・ドイルはワトスンを愚鈍な人物としては描いていない。ホームズは何度も、ワトスンの勇気や能力を賞賛する言葉を口にしており、ホームズはある意味でワトスンに依存していたと見る向きもある。そして、ホームズと対比するとワトスンは実直な常識人として描かれており、職業とも相まって大半の読者から受け入れられる人物像といえる。
『高名な依頼人』事件においては、ホームズの指示で短期間に中国の陶磁器について猛勉強し、陶器の権威であるグルーナー男爵と対峙しても、ある程度の受け答えが可能となる水準にまで知識を高めている（最終的にはスパイであることを見破られてしまうが、これはホームズの計算通りの出来事であった）。また、時にはホームズに調査を頼まれることもあり、ほとんどの場合は後々ホームズに駄目出しをされてしまうものの、『バスカヴィル家の犬』では偶然とはいえホームズの隠れ家を探し出し、ワトスンが送った報告書もホームズが感心するほど詳細なものであった。『隠居絵具師』事件では、依頼人アンバリー氏の持っていた演劇の切符の座席番号を（自分の少年時代と関わりのある番号だったためではあるが）確認しており、「満点だ」とホームズに言わしめている。『悪魔の足』では毒物の効果を自ら確かめる実験をホームズと行った際に、毒物の影響で朦朧としながらも目の前のホームズが危険な状態だと悟ると彼を連れて外へ脱出した。『瀕死の探偵』では、ホームズはワトスンの医者としての腕も評価しており、仮病と悟られないために辛辣な言葉を使って近寄らせないようにした。
ホームズはワトスンに対してもそっけない態度をとることが多く、ワトスンも自身をホームズが円滑に推理を行うための道具の一つとまで発言したことがある。しかし、『三人ガリデブ』でワトスンが殺し屋エヴァンズに撃たれたときには、ホームズはひどく動揺した様子でワトスンに安否を尋ね、エヴァンズに対して「もしワトスンが死んでいたら、お前を殺すところだった」と言い放った。また、『悪魔の足』でも、毒物の効果を確かめる実験に付き合わせたことに対して、謝罪と感謝の言葉をかけ、彼を感動させている。さらに、『最後の事件』では、遺書として書いた手紙の中で、自身の事を「（ワトスンの）真実の友 シャーロック・ホームズ」と書いている。更にホームズは、『白面の兵士』にて、ワトスンが結婚して同居を解消したことに対して、「私たちの付き合いの中で、これがワトスンの唯一の自分本位の行動だった」「私は一人ぼっちだった」と複雑な心境を語っている。
なお、軍医時代の軍用拳銃（型式名称は不明だが、19世紀の物語なので、ウェブリー・リボルバーであることは確実。自動拳銃は20世紀に入ってから発明された）を所持し続け（『赤毛組合』）、危険な事件の際にはホームズの身を案じて携行することもあった。ワトスン自身は、ホームズは一度事件に没頭すると身の安全も顧みない男だったので、自分の拳銃でその窮地を救ったことは「一度や二度ではない」（『ソア橋』）と書いている。その「ソア橋」事件においては、ワトソンの拳銃がトリックの再現に役立っている。本編中での発砲シーンは「四つの署名」（ホームズと同時に発砲。撃たれたトンガは死亡したが、どちらの弾が致命傷になったかは不明）、「バスカヴィル家の犬」（命中したかどうかは不明）、「ぶな屋敷」（犬の頭を撃ち抜いてる）。その他にも「空き家の冒険」でホームズの喉を掴んだ犯人の頭を拳銃の尻で殴ったり、「ブラック・ピーター」でホームズと格闘する犯人のこめかみに銃を突きつけたりしてホームズを助けている。
ワトスンは昔はアスリートであった。『サセックスの吸血鬼』ではワトスンがかつてブラックヒース（有名な古いロンドンのクラブ）でラグビーユニオンをプレーしたことが言及されている。

## 評価
シャーロック・ホームズシリーズが文学的に成功したのは、読者と同レベルの知能を持つワトスンを語り手として導入し、ワトスンの目を通すことで、手がかりを読者にあからさまでない形で提示できるようになったという点によるものが大きい。また、ワトスンはポーの「私」とは異なり名前が（ミドルネームを除き）判明しており、医師という社会的地位もあることから、名探偵と読者との中間にある第三者（「私」は主人公と同様に奇人であるが、読者にとっては仮託しうる対象ともなる）として、物語に介在していることが大きな特色といえる。この有用な形式は以後多くの推理小説で踏襲されることになる。ちなみに、ホームズはワトスンの書く文章を批判していたが（ただし、彼は自身の名前が世に出ることをあまり好ましく思っていない割にはワトスンを「僕の伝記作家」と評したり、「この事件は君の物語には合わない」など、事件をワトスンが公表することを前提とした発言をすることがある）、あまりに批判されたので遂にはワトスンが怒ってホームズ自身に物語を書くことを要求し、その結果ホームズも読者を喜ばせるためにはワトスンと同じ書き方をしなければならないのだと考え直し、反省した（『白面の兵士』）。

## 代名詞
シャーロック・ホームズシリーズが成功したおかげで、ワトスンは名探偵の相棒（サイドキック）の代名詞となった。ノックスの十戒でもサイドキックの例としてワトスンが例示されている。
シャーロック・ホームズシリーズ以降の探偵小説において、物語の語り部や探偵の助手など、ワトスンと同等の役を務める登場人物を「ワトスン役」と称することがある（推理小説#ワトスン役）。

## 演じた俳優たち
ホームズ同様、ワトスンもまた多数の俳優によって演じられてきた。ホームズに比べるとキャラクターに際立った特徴が少ないためか、ワトスンの方が演じる俳優の個性に左右されやすいと言われる。
特筆されるワトスン俳優として、「アメリカ最高のホームズ」と言われたベイジル・ラスボーンとコンビを組んだナイジェル・ブルースがいる。ブルースが映画やラジオで演じたのは、うっかり者で怒りっぽく大事な場面でへまばかりする、ホームズの引き立て役としてのワトスンだった。ブルースのワトソン像はファンの支持を集め、ラスボーンがアメリカ最高のホームズ俳優とされたのと同じく、ワトスン役のイコンとなった。晩年、ラスボーンからオリジナルの舞台でワトスンを演じて欲しいと要請されたブルースは大いに乗り気であったが、開幕の数週間前に病死した。
その他、エドワード・ハードウィック、アンドレ・モレル、H・マリオン・クロフォードらの評価が高い。特にハードウィックは、最高のホームズとして全世界に名を馳せたジェレミー・ブレット主演によるグラナダ・テレビ製作のテレビドラマシリーズ『シャーロック・ホームズの冒険』で2代目ワトスンを演じ、ナイジェル・ブルースとは全く異なるワトソン像を確立した。ハードウィックの演じたワトソンは、ドイルの原作で本来描かれていたワトスン像であった。すなわち、高潔な英国紳士にして好奇心と勇気があり、陰ながらホームズをサポートする素晴らしい相棒としてのワトスン博士である。ハードウィックの演技により、ブルースの影響による「ワトスン博士=ドジでヘマばかりする名探偵の相棒」のイメージは完全に払拭された。なお、ワトスンの負のイメージの払拭という意味では、同シリーズの初代ワトスンであったデビッド・バークも、男性的で行動力溢れる元軍医としてのワトスンを演じている。
トーキー初のホームズ映画でワトスンを演じたレジナルド・オウエンがそうだったように、ワトスンとホームズを両方演じた俳優も数名存在する。ワトスンを演じてから後にホームズに「出世」するケースが多く、逆にホームズを演じてからワトスンを演じる俳優は少ない。作品によってはワトスンが女性や少年に変更されるケースもある。
日本の声優では、富田耕生がアニメ『名探偵ホームズ』でワトスンを演じた。この作品は映画版から内容がそのままテレビ版にコンバートされる際、声優の一部が交代しているが（広川太一郎演ずるホームズもテレビ版から）、富田はそのまま続投している。表記は「ワトソン」。
2008年にガイ・リッチー監督による映画『シャーロック・ホームズ』において、ワトスン役にはジュード・ロウが抜擢された。公式の日本語表記は「ワトソン」。日本語吹き替えは劇場公開版では森川智之、テレビ朝日版では堀内賢雄が担当している。
2010年から始まったBBCのTVシリーズ『SHERLOCK（シャーロック）』では、マーティン・フリーマンが演じている。ホームズとは現代風にシャーロック、ジョンと呼び合う。公式の日本語表記は「ジョン・ヘイミッシュ・ワトソン」。舞台は21世紀のイギリスに変更されているが、キングス・カレッジ・ロンドン卒でアフガン紛争（21世紀の）帰りの陸軍医、勇敢で誠実な人物、射撃の名手、友人に紹介されてホームズとルームシェアを始める、女好きなど、原作に忠実な設定も多い。一方で、足の怪我に関してはPTSDによるもので、肉体に問題があるわけではないと変更されている。またホームズと行動を共にすることが多いため、ゲイと勘違いされるシーンが何度もある。演じるフリーマンは、本作での演技により英国アカデミー賞のテレビ部門最優秀助演男優賞を受賞した。日本語吹き替えは森川智之が担当している。森川はガイ・リッチー監督の映画の吹き替え版（劇場公開版）でもワトスンを担当したため、複数の作品でワトスンを演じた珍しい声優となっている。
2011年にロシアで制作された『名探偵シャーロック・ホームズ』では、アンドレイ・パニンが演じている。この作品はホームズより15歳年上のワトスンが主人公の作品である。
2013年からCBSで始まった『エレメンタリー ホームズ&ワトソン in NY』は、舞台が21世紀のニューヨークであり、ワトスンに相当する役は「ジョーン・ワトソン」という、元外科医で薬物依存者回復支援員となった中国系アメリカ人女性という設定であり、ルーシー・リューが演じている。日本語表音及び和文表記は「ワトソン」。日本語吹き替えは田中敦子が担当している。
2014年に放送が始まった、NHKの人形劇『シャーロック ホームズ』では、オーストラリアからビートン校に転校して来た生徒という設定になっている。表記は「ジョン・H・ワトソン」で、声の出演は高木渉である。ベイカー寮221Bでホームズと同室になり、当初はホームズの行動に戸惑ったり、左脚の負傷でラグビーをやめたりしたことから自分を見失いがちになっていたが、その後ホームズを理解するようになり、退学することになった生徒を励ましたりして、自分を取り戻す。ホームズの事件解決をワトソンメモに記録し、それを元に学内の壁新聞に記事を執筆している。